# ديبورا شيلتون
ديبورا شيلتون (بالإنجليزية: Deborah Shelton)‏ هي عارضة ومتسابقة ملكة الجمال وممثلة أمريكية، ولدت في 21 نوفمبر 1948 بواشنطن العاصمة في الولايات المتحدة.

## أعمال

### مسلسلات
- دالاس

## وصلات خارجية
- ديبورا شيلتون على موقع IMDb (الإنجليزية)
- ديبورا شيلتون على موقع ألو سيني (الفرنسية)
- ديبورا شيلتون على موقع ميوزك برينز (الإنجليزية)
- ديبورا شيلتون على موقع أول موفي (الإنجليزية)
- ديبورا شيلتون على موقع قاعدة بيانات الأفلام السويدية (السويدية)
- ديبورا شيلتون على موقع إن إن دي بي (الإنجليزية)
- ديبورا شيلتون على موقع قاعدة بيانات الفيلم (الإنجليزية)
- ديبورا شيلتون على موقع كينوبويسك (الروسية)